# موراي فوستر
موراي فوستر هو موسيقي كندي، ولد في 29 يونيو 1967.

## وصلات خارجية
- موراي فوستر على موقع IMDb (الإنجليزية)
- موراي فوستر على موقع ميوزك برينز (الإنجليزية)
- موراي فوستر على موقع أول ميوزيك (الإنجليزية)
- موراي فوستر على موقع ديسكوغز (الإنجليزية)
- موراي فوستر على موقع قاعدة بيانات الفيلم (الإنجليزية)